# Zlatko Lagumdžija
Zlatko Lagumdžija (Sarajevo, 26 dicembre 1955) è un politico bosniaco, presidente del Partito Socialdemocratico di Bosnia ed Erzegovina (SDP) dal 1997 al 2014.
Dal luglio 2001 al marzo 2002 è stato Presidente del Consiglio dei ministri della Bosnia ed Erzegovina. Dal 1992 è rappresentante del Partito Socialdemocratico di Bosnia ed Erzegovina; mentre dal 1972 al 1992 è stato membro della Lega dei Comunisti di Jugoslavia.
Dal febbraio 2001 al dicembre 2002 è stato anche Ministro degli esteri del Paese, ricoprendo poi lo stesso incarico anche dal gennaio 2012 al marzo 2015 come membro del Governo guidato da Vjekoslav Bevanda.

## Biografia
Lagumdžija ha conseguito il diploma di maturità ad Allen Park, in Michigan, nel 1973, come parte di un progetto di scambio studentesco. Ha quindi studiato all'Università di Sarajevo, dove ha conseguito un B.Sc nel 1977, un M.Sc nel 1981 e un dottorato di ricerca nel 1988 nel campo dell'informatica e dell'ingegneria elettrica. Nel 1989, come partecipante al Programma Fulbright, ha fatto ricerca post-dottorato presso l'Università dell'Arizona
Lagumdžija è sposato con Amina, e ha tre figli: Dina, Zlatko-Salko, e Asja-Zara. Suo padre Salko (1921-1973) è stato sindaco di Sarajevo nel 1965-1967.

### Carriera accademica
Lagumdžija iniziò ad insegnare presso l'Università di Sarajevo nel 1989 come professore di informatica e Management Information Systems (MIS)  presso la Facoltà di Economia e di Projected Information Systems e Group Support Systems presso la Facoltà di Ingegneria Elettrica. Ha quindi servito come presidente del Dipartimento di Management e Sistemi Informativi presso la Facoltà di Economia dal 1994 e direttore del Management and Information Technologies Center, un'unità organizzativa della Facoltà di Economia, dal 1995. I suoi interessi accademici specifici si trovano nelle aree di Group Support Systems e Management Information Systems. Si interessa inoltre all'uso strategico delle tecnologie dell'informazione per il business process reengineering, e la gestione della transizione e del cambiamento. Lagumdžija è autore di sei libri e di oltre un centinaio di documenti in materia di Management Information Systems
Alla fine della guerra, Lagumdžija contribuisce a garantire fondi dalla Fondazione Soros con cui ricostruire la struttura del Gruppo Support System presso l'Università di Sarajevo. L'obiettivo strategico del Management and Information Technologies Center, che ospitava l'impianto GSS, è stato quello di "assistere e promuovere la transizione della Bosnia ed Erzegovina (BiH) verso un'economia di mercato democratica". Come parte di questo mandato, il Centro ha tenuto sessioni per dirigenti d'azienda e di governo, nonché studenti dell'Università di Sarajevo, che utilizzano la tecnologia GSS per aiutarli a pensare e pianificazione la ricostruzione economica di Sarajevo.

### Carriera politica

#### Durante la guerra in Bosnia
Lagumdžija ha iniziato la sua carriera politica durante la guerra come vice primo ministro. In tale ruolo ha consigliato l'allora presidente Alija Izetbegović. In un caso particolare gli consigliò di non firmare il piano di pace Vance-Owen. Izetbegovic lo firmò poi nel marzo 1993.
Nel maggio 1992, Lagumdžija era con Alija Izetbegovic, la figlia di lui Sabina e la sua guardia del corpo, di ritorno dai negoziati di Lisbona, quando furono circondati all'aeroporto di Sarajevo dall'esercito popolare jugoslavo, rapiti e portati in convoglio a Lukavica, in territorio controllati dai serbi.
Nel mese di aprile 1993, Lagumdžija incontrò un gruppo di cittadini di Srebrenica che aveva viaggiato attraverso le linee serbe fino a Sarajevo. Essi lo informarono della situazione disperata di Srebrenica e delle enclave bosniache orientali. Nel tentativo di mettere in evidenza la situazione di Srebrenica, Lagumdžija sospese le donazioni di aiuto umanitario per Sarajevo, finché gli aiuti non fossero consegnati anche alle enclave orientali. Un mese dopo, il Comandante ONU Philippe Morillon visitò Srebrenica e dichiarò i suoi cittadini sotto la protezione delle Nazioni Unite

### Nel dopoguerra
In qualità di membro del Partito Socialdemocratico di Bosnia ed Erzegovina, Lagumdžija ha servito come membro della Camera dei Rappresentanti dell'Assemblea parlamentare dal 1996 fino al 2014. È stato inoltre presidente dell'SDP dal 1997 al 2014.
Alle elezioni politiche del 2000, l'SDP ha formato una coalizione con il Partito per la Bosnia ed Erzegovina (SBiH), un partito fondato e guidato dall'ex primo ministro Haris Silajdžić, per ottenere la maggioranza e costringere i partiti nazionalisti fuori dal potere. Assieme a vari altri piccoli partiti, i due hanno fondato la coalizione "Alleanza per il cambiamento", che vinse alle elezioni. Lagumdžija divenne il ministro degli esteri, incarico che tenne dal 2001 al 2003, e anche il presidente del Consiglio dei Ministri, (ossia primo ministro, fino al 2002).
Quando l'SDP ottenne il potere politico su una piattaforma di riforma economica e di lotta alla corruzione, Lagumdžija venne locato in Occidente come "il volto di una Bosnia pluralista ed unita." Il governo guidato dall'SDP riformò la legge elettorale: non solo un passo importante verso la piena democrazia, ma anche un requisito indispensabile per l'adesione della Bosnia ed Erzegovina al Consiglio d'Europa. Tuttavia alle elezioni del 2002 i cittadini bosniaci, insoddisfatti del ritmo delle riforme, riportarono al potere i partiti nazionalisti.
Lagumdžija è membro del Club di Madrid, un'organizzazione indipendente dedicata al rafforzamento della democrazia in tutto il mondo, di cui fanno parte 66 ex capi di Stato e di governo democratici.

## Controversie

### I "sei algerini"
Alla fine del 2001, sei cittadini bosniaci di origine algerina furono accusati di pianificare un attacco terroristico contro l'ambasciata degli Stati Uniti a Sarajevo. I sei vennero presi in custodia nel mese di ottobre, e il governo della Bosnia ed Erzegovina (guidato da Lagumdžija) ne revocò la cittadinanza nel mese di novembre. Dopo tre mesi di processo, la Corte Suprema della Federazione della Bosnia Erzegovina ne ordinò il rilascio per mancanza di prove. Tuttavia, gli Stati Uniti ne richiesero l'estradizione, in quanto "minaccia per gli interessi americani", pur rifiutando di rilevare le prove ai tribunali bosniaci per non rischiare di mettere in pericolo i propri metodi di raccolta di informazioni. Mentre il Consiglio dei ministri della Bosnia ed Erzegovina decideva su tale richiesta, scoppiarono proteste davanti alla prigione di Sarajevo. Alla fine, il governo di Lagumdžija cedette alla domanda, e i sei furono deportati a Guantánamo. Nel 2009 venne aperta sul caso un'inchiesta, poi archiviata, dalla Procura cantonale di Sarajevo contro Lagumdžija, l'ex ministro degli affari interni della Federazione Tomislav Limov e altre persone. Una seconda inchiesta fu aperta e di nuovo archiviata tre anni dopo. Due dei tre "algerini", rientrati in Bosnia, continuano a considerare Lagumdžija responsabile della loro detenzione illegale a Guantanamo, e hanno intentato una causa contro lo Stato bosniaco.

### Accuse di colpo di Stato
Nel settembre 2003 Lagumdžija e Munir Alibabic, l'ex direttore dei servizi segreti della Federazione di Bosnia ed Erzegovina (FOSS), sono stati accusati di cospirazione contro il governo da Ivan Vuksic, allora direttore FOSS. Le accuse erano basate su registrazioni illegali di conversazioni telefoniche tra i due. Il quotidiano di Sarajevo Dnevni Avaz riprese la storia e pubblicò una serie di articoli che attaccavano Lagumdžija e lo accusavano di essere il mandante delle esplosioni dell'agosto 2003 che avevano avuto luogo a Sarajevo. Lagumdžija negò tutte le accuse e rilasciò una dichiarazione pubblica al tribunale, che diceva tra l'altro: "Ogni persona ben informata e ben intenzionato saprà che tutte queste accuse sono basate su menzogne viziose, e che chi le produce sta provocando una situazione che li avrebbe portati ad affrontare la giustizia in tribunale in qualsiasi stato democratico organizzato. " I giudici respinsero le accuse, e Lagumdžija infine citato Dnevni Avaz per diffamazione: il giornale venne condannato a versare 10.000 KM (5.000€) per danni.

### World Economic Forum
Quando ha assunto l'incarico di ministro degli esteri nel 2010, Lagumdžija era allo stesso tempo a capo del Centre for Management and Information Technologies (MIT) della Facoltà di Economia dell'Università di Sarajevo. Da allora, il MIT ha inviato false informazioni sull'economia della Bosnia ed Erzegovina al World Economic Forum (WEF), mostrando una situazione migliore rispetto a quella reale. Questo è stato il motivo per cui il WEF ha tolto la Bosnia Erzegovina dal suo prestigioso Global Competitiveness Report nel mese di settembre 2014.
Anche quando era ancora all'opposizione, come capo del MIT, Lagumdžija aveva inviato false informazioni sull'economia del paese, dipingendola peggiore di quanto non fosse in realtà, per danneggiare il governo. La Bosnia ed Erzegovina è stata l'unico paese, insieme all'Ecuador, ad essere tolto dal rapport WEF per tale ragione.